# Beau Rijks
Beau Rijks (Doetinchem, 10 juni 2000) is een Nederlands voetbalster die uitkomt als centrale verdediger voor Excelsior in de Eredivisie.

## Carrière
Beau Rijks speelde tot 2014 in haar geboorteplaats Doetinchem, waarna ze de overstap maakte naar de beloften van FC Twente. Haar debuut in de eredivisie maakte ze in 2016 bij nieuwkomer Achilles '29. In 2018 verliet ze haar club om te gaan spelen voor VV Alkmaar. Na één seizoen sloot Rijks aan bij PEC Zwolle. Een hersenschudding opgelopen in het eredivisieduel met PSV op 22 november 2019 maakte dat ze bij PEC Zwolle twee seizoenen lang nauwelijks aan spelen toekwam. Toen PEC Zwolle haar contract niet verlengde, maakte ze de overstap naar Excelsior.

### Carrièrestatistieken
| Seizoen                      | Club           | Land           | Competitie     | Competitie | Competitie | Beker | Beker | Internationaal | Internationaal | Overig | Overig | Totaal | Totaal |
| Seizoen                      | Club           | Land           | Competitie     | Wed.       | Dlp.       | Wed.  | Dlp.  | Wed.           | Dlp.           | Wed.   | Dlp.   | Wed.   | Dlp.   |
| ---------------------------- | -------------- | -------------- | -------------- | ---------- | ---------- | ----- | ----- | -------------- | -------------- | ------ | ------ | ------ | ------ |
| 2016/17                      | Achilles '29   | Nederland      | Eredivisie     | 20         | 0          | –     | 0     | –              | –              | –      | –      | 20     | 0      |
| 2017/18                      | Achilles '29   | Nederland      | Eredivisie     | 25         | 3          | –     | 0     | –              | –              | –      | –      | 25     | 3      |
| 2018/19                      | VV Alkmaar     | Nederland      | Eredivisie     | 23         | 2          | –     | 0     | –              | –              | –      | –      | 23     | 2      |
| 2019/20                      | PEC Zwolle     | Nederland      | Eredivisie     | 8          | 0          | 0     | 0     | –              | –              | 2      | 0      | 10     | 0      |
| 2020/21                      | PEC Zwolle     | Nederland      | Eredivisie     | 1          | 0          | 1     | 0     | –              | –              | 2      | 0      | 4      | 0      |
| 2021/22                      | Excelsior      | Nederland      | Eredivisie     | 13         | 0          | 3     | 0     | –              | –              | 0      | 0      | 16     | 0      |
| Carrièretotaal               | Carrièretotaal | Carrièretotaal | Carrièretotaal | 90         | 5          | 4     | 0     | 0              | 0              | 4      | 0      | 98     | 5      |
| Bijgewerkt tot 27 maart 2022 |                |                |                |            |            |       |       |                |                |        |        |        |        |